# Motorvägar i Frankrike

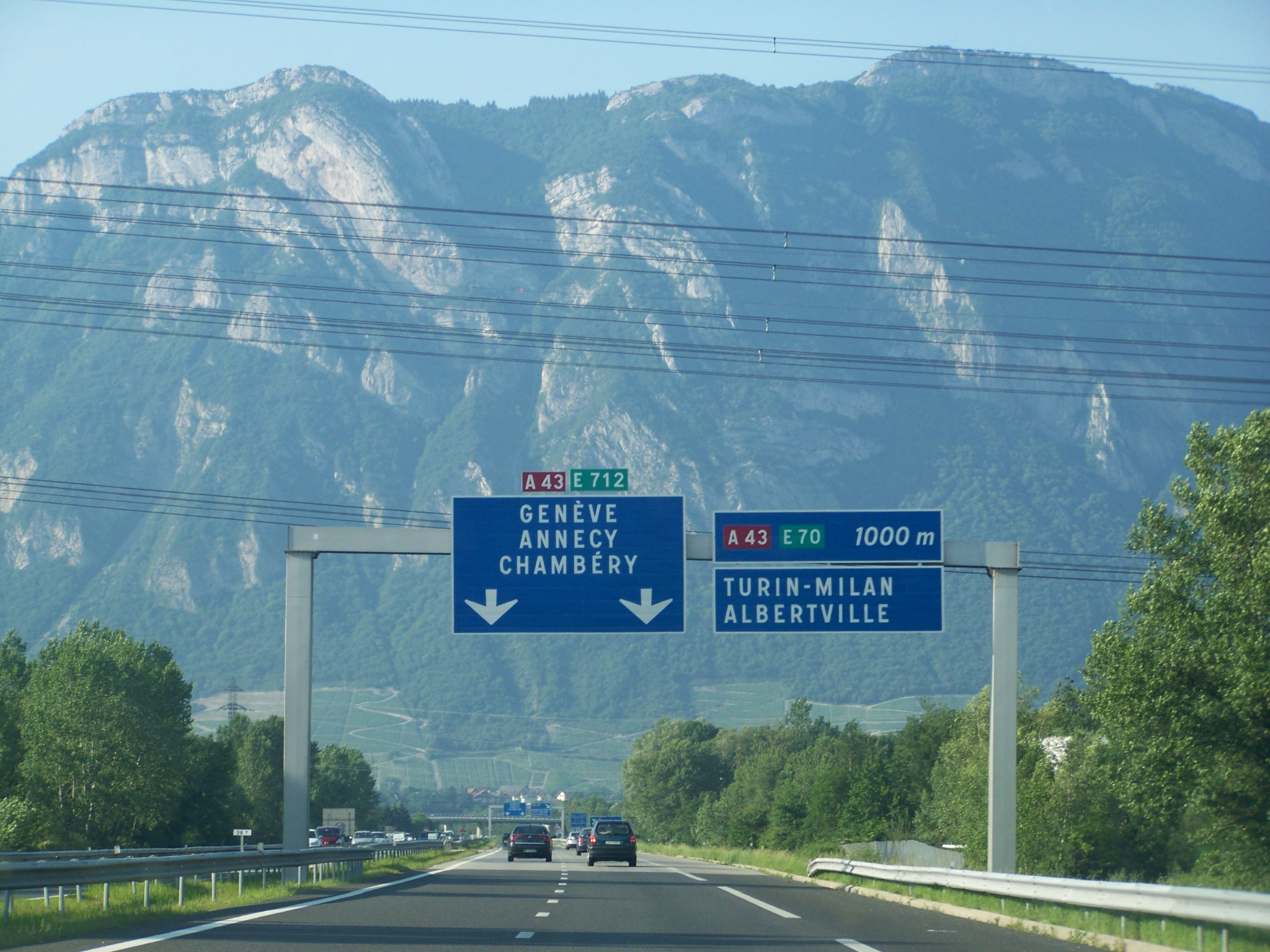
Motorvägarna A41 och A43 utanför Chambéry.

Frankrike kom ganska sent igång med sin utbyggnad av motorvägsnätet (autoroute). De första sträckorna byggdes kring Paris på 1950-talet och Autoroute du Soleil ("solens motorväg" mellan Paris-Lyon-Marseille) invigdes 1970. Därefter stod utbyggnaden stilla innan den åter tog fart igen på 1980-talet. Så sent som 1980 fanns förutom sträckorna närmast storstäderna och Autoroute du Soleil knappt något motorvägsnät att tala om i Frankrike. Med hjälp av tullar längs vägnätet, lån, EU-bidrag m.m. har vägnätet expanderat i rask takt och fortsätter att expandera i snabb takt, så snabb att man räknar med att om ett par år gå om Tyskland i fråga om mest antal motorvägar räknat i kilometer.
Motorvägarna är vanligtvis tullbelagda, det är långt mellan avfarterna. Trots vägarbeten och köer på dessa vägar får man betala fullt pris. Alla motorvägar är dock som sagt var inte tullbelagda, vissa är som A75 mellan Clermont-Ferrand - Béziers gratis av olika anledningar som att man vill stimulera eftersatta regioner m.m. I storstadsområdena där det är tätt mellan avfarterna förekommer heller inga tullar. Franska motortrafikleder, nästan obefintliga i förhållande till motorvägar och småvägar, som alltid är gratis. En motortrafikled kan alltså vara allt från en "riktig" motorväg till en sådan väg som vi traditionellt menar med motortrafikled med en körbana med mötande trafik och planskilda korsningar m.m. Dessa är få och långt ifrån tillgängliga över hela landet. Utanför motorvägarna består vägnätet mestadels av små smala vägar som går igenom byar mm och man får räkna med mycket längre tid för att ta sig fram. 
Motorvägarna i Frankrike drivs av privata företag, trots EU bidrag, genom koncession från staten, och i många fall har företagen varit statliga från början. EUmedborgare får alltså i realiteten betala en gång till för vägen till dessa företag och den franska staten trots att dessa då har fått bidrag. Flera har dock börjat säljas ut till privata ägare vilka återigen ska ta betalt av EU medborgare. 

## Motorvägssträckor i Frankrike

### A1 - A9
| Vägnummer | Lokalt namn                          | Sträckning                                          |
| --------- | ------------------------------------ | --------------------------------------------------- |
| A1        | Autoroute du Nord                    | Paris Porte de la Chapelle - Lille                  |
| A2        | -                                    | A1 vid Péronne - Belgien                            |
| A3        | -                                    | Paris Porte de Bagnolet - Paris-Nord                |
| A4        | Autoroute de l'Est                   | Paris Porte de Bercy - Strasbourg                   |
| A5        | -                                    | Vert-Saint-Denis i Seine-et-Marne - A31 vid Langres |
| A6        | Autoroute du sud/Autoroute du soleil | Paris Porte d'Italie - Lyon                         |
| A7        | Autoroute du soleil                  | Lyon - Marseille                                    |
| A8        | la Provençale                        | A7 vid La Fare-les-Olivier - Italien                |
| A9        | la Languedocienne/la Catalane        | A7 vid Orange - Spanien                             |

### A10 - A19

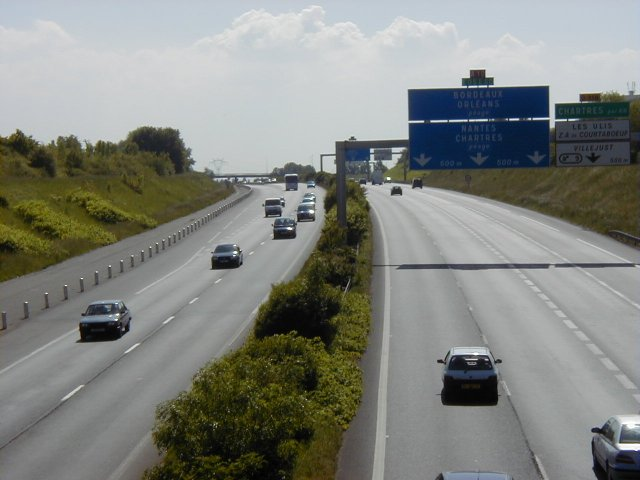
A10 utanför Paris.

| Vägnummer | Lokalt namn           | Sträckning                                          |
| --------- | --------------------- | --------------------------------------------------- |
| A10       | l'Aquitaine           | Rungis - Orly - Bordeaux                            |
| A11       | l'Océane              | Saint-Arnoult - Nantes                              |
| A12       | -                     | A13 (Roquencourt) - Trappes                         |
| A13       | Autoroute de Normande | Paris Porte d'Auteuil - Caen                        |
| A14       | -                     | Lokal motorväg i Paris                              |
| A15       | -                     | Villeneuve-la-Garenne - Méru - Rouen                |
| A16       | -                     | Belgien - Beauvais - Amiens - Abbeville - Isle Adam |
| A19       | -                     | Montargis - Artenay                                 |

### A20 - A29
| Vägnummer | Lokalt namn           | Sträckning                                |
| --------- | --------------------- | ----------------------------------------- |
| A20       | -                     | Vierzon - Montauban                       |
| A21       | -                     | Lens - Douai                              |
| A22       | -                     | Lesquin - Belgien                         |
| A23       | -                     | : Lesquin - Valenciennes                  |
| A24       | -                     | Amiens - Lille - Belien (endast planerad) |
| A25       | -                     | Lesquin - Dunkerque                       |
| A26       | Autoroute des Anglais | Troyes - Calais                           |
| A27       | -                     | Lesquin - Lille - Belgien                 |
| A28       | -                     | Abbeville - Tours                         |
| A29       | -                     | Amiens – Saint-Quentin                    |

### A30 - A39
| Vägnummer | Lokalt namn | Sträckning                                     |
| --------- | ----------- | ---------------------------------------------- |
| A30       | -           | Uckange - Bassompierre                         |
| A31       | -           | Beaune - Luxemburg                             |
| A32       | -           | Freyming-Merlebach - Tyskland                  |
| A33       | -           | Nancy - Hudiviller (lokal motorväg runt Nancy) |
| A34       | -           | Reims - Charleville-Mézières                   |
| A35       | -           | Illkirch - Schweiz (Basel)                     |
| A36       | la Comtoise | (A 31) Ladoix-Serrigny - Tyskland              |
| A38       | -           | Pouilly-en-Auxois - Dijon                      |
| A39       | -           | Dijon - Bourg-en-Bresse                        |

### A40 - A49
| Vägnummer | Lokalt namn | Sträckning                      |
| --------- | ----------- | ------------------------------- |
| A40 E62   | -           | Mâcon - Mont-Blanc-tunneln      |
| A41       | -           | Schweiz (Genève) - Grenoble     |
| A42 E611  | -           | Lyon - Bourg-en-Bresse          |
| A43       | -           | Lyon - Italien                  |
| A44       | -           | (Projekterad motorväg vid Lyon) |
| A45       | -           | Lyon - Saint-Étienne            |
| A46       | -           | Anse - Givors                   |
| A47 E70   | -           | Lyon - Saint-Étienne            |
| A48       | -           | Lyon - Grenoble                 |
| A49       | -           | Grenoble - Valence              |

### A50 - A59
| Vägnummer | Lokalt namn | Sträckning                            |
| --------- | ----------- | ------------------------------------- |
| A50       | -           | Marseille - Toulon                    |
| A51       | -           | Marseille - Gap                       |
| A52       | -           | Förbindelsemotorväg mellan A8 och A50 |
| A54       | -           | Nîmes - Salon Sud                     |
| A55       | -           | Martigues - Marseille                 |
| A57       | -           | Toulon – Vidauban                     |

### A60 - A69
| Vägnummer | Lokalt namn | Sträckning          |
| --------- | ----------- | ------------------- |
| A61 E80   | -           | Toulouse - Narbonne |
| A62 E72   | -           | Bordeaux - Toulouse |
| A63 E5    | -           | Bordeaux - Biriatou |
| A64 E80   | -           | Toulouse - Bayonne  |
| A65 E7    | -           | Bordeaux - Pau      |
| A66       | -           | Toulouse - Pamiers  |
| A68       | -           | Toulouse – Albi     |

### A70 - A79
| Vägnummer | Lokalt namn   | Sträckning                       |
| --------- | ------------- | -------------------------------- |
| A71       | l'Arverne     | Orléans - Clermont-Ferrand       |
| A72       | -             | Saint-Étienne - Clermont-Ferrand |
| A75       | la Méridienne | Clermont-Ferrand - Béziers       |
| A77       | -             | Rosiers - Moulins                |

### A80 - A99
| Vägnummer | Lokalt namn             | Sträckning                 |
| --------- | ----------------------- | -------------------------- |
| A81       | -                       | Le Mans - La Gravelle      |
| A83       | -                       | Nantes - nära Niort        |
| A84       | Autoroute des Estuaires | (Rennes) - Caen            |
| A85       | -                       | Angers - Vierzon           |
| A86       | -                       | Paris                      |
| A87       | -                       | Murs Erigné - Les Herbiers |
| A88       | -                       | Caen - Falaise - Sées      |
| A89       | -                       | Lyon - Bordeaux            |

### Tresiffriga nummer
Detta är kortare lokala motorvägar.
| Vägnummer | Lokalt namn     | Sträckning                                  |
| --------- | --------------- | ------------------------------------------- |
| A104      | La Francilienne | Île-de-France                               |
| A105      | -               | Combs-La-Ville                              |
| A110      | -               | Ablis - Tours                               |
| A115      | -               | Méry-Sur-Oise                               |
| A199      | -               | Torcy - Champs-sur-Marne - Seine-et-Marne   |
| A203      | -               | Charleville-Mézières - Glaire               |
| A330      | -               | Nancy - Richardménil                        |
| A404      | -               | Oyonnax - Ain                               |
| A406      | -               | Mâcon                                       |
| A430      | -               | Albertville                                 |
| A432      | -               | Saint-Laurent-de-Mure - Montluel            |
| A480      | -               | Grenoble                                    |
| A630      | -               | Bordeaux                                    |
| A660      | -               | Arcachon                                    |
| A680      | -               | Bretelle de Verfeil (ASF)                   |
| A711      | -               |                                             |
| A719      | -               | Antenne de Gannat                           |
| A750      | -               | A75 vid Clermont-l'Hérault - Montpellier    |
| A831      | -               | Rochefort - La Rochelle - Fontenay le comte |